# Mulet à cornes
Semotilus atromaculatus
Pour les articles homonymes, voir Mulet (poisson).
Espèce
Statut de conservation UICN

 LC  : Préoccupation mineure
Le Mulet à cornes (Semotilus atromaculatus) est une espèce de poissons de la famille des Cyprinidae présent à l'est et au centre de l'Amérique du Nord.

## Description
Le mulet à cornes a une taille moyenne de 10 cm, mais certains individus peuvent se rendre jusqu'à 30 cm. Son poids maximal est de 3,5 kg. Il se distingue du méné de lac (Couesius plumbeus) et du mulet perlé (Margariscus margarita) par la présence d'une tache noire sur la base antérieure de sa nageoire dorsale. Il a un corps robuste et une grosse tête arrondie. Sa bouche est grande et munie de lèvres épaisses. En période de frai, son museau est muni de gros tubercules, Sa coloration générale va de l'olive à brun pour le dos avec des flancs plus pâles aux reflets violets. Une bande latérale foncée part du museau jusqu'à la queue et se termine par une tache noire sur les petits individus.

## Répartition et habitat
On retrouve le mulet à cornes dans l'est et centre de l'Amérique du Nord. Son habitat comprend les ruisseaux et les petits cours d'eau. Il est présent, mais moins abondant dans les rivières et les lacs.

## Statut
Le mulet à cornes est l'un des cyprins les plus abondants de l'est de l'Amérique du Nord. Il s'agit souvent de l'espèce dominante dans les petits cours d'eau et les cours d'eau agricoles. Il est un compétiteur important de l'omble de fontaine et son introduction, volontaire ou accidentelle, peut provoquer une baisse de rendement de la pêche sportive.